# Oldřich Lipský
Oldřich Lipský, né à Pelhřimov le 4 juillet 1924 et mort à Prague le 19 octobre 1986 , est un réalisateur tchécoslovaque.

## Biographie
En 1945, Oldřich Lipský part faire des études de philosophie à Prague. Il commence à faire du théâtre comme acteur et metteur en scène. Il travaille ensuite aux studios Barrandov. Il coréalise un film en 1950 et réalise un premier film qui sort en 1954.
Ses films sont souvent des comédies et des parodies, comme l'un de ses films les plus connus, Jo Limonade, parodie de western.
Son frère aîné, Lubomír Lipský, est acteur.

## Filmographie
- 1950 : Slepice a kostelník (avec Jan Strejček)
- 1954 : Cirkus bude!
- 1954 : Haskovy povidky ze stareho mocnarstvi (avec Miroslav Hubácek)
- 1955 : Vzorný kinematograf Haška Jaroslava
- 1958 : Hvězda jede na jih
- 1960 : Cirkus jede
- 1961 : L'Homme du premier siècle (Muž z prvního století)
- 1964 : Jo Limonade
- 1967 : Happy End
- 1969 : Messieurs, j'ai tué Einstein (Zabil jsem Einsteina, pánové)
- 1970 : Čtyři vraždy stačí, drahoušku!
- 1971 : Slaměný klobouk
- 1972 : Šest medvědů s Cibulkou
- 1973 : Tři chlapi na cestách
- 1974 : Jáchyme, hoď ho do stroje
- 1975 : Cirkus v cirkuse
- 1976 :Ať žijí duchové!
- 1976 : Marečku, podejte mi pero!
- 1977 : Adèle n'a pas encore dîné
- 1980 : Ale doktore!
- 1981 : Le Château des Carpates, (Tajemství hradu v Karpatech)
- 1982 : Srdečný pozdrav ze zeměkoule
- 1983 : Tři veteráni
- 1986 : Velká filmová loupež